# Lohjanjärvi
Der Lohjanjärvi (schwedisch Lojo sjö) ist ein See in der finnischen Landschaft Uusimaa.
Der 88,22 km² große See liegt in den Gemeinden Lohja und Raseborg.
Er liegt auf einer Höhe von 31,6 m und weist eine maximale Wassertiefe von 54,88 m auf.
Der nördlich gelegene Hiidenvesi wird über den Väänteenjoki zum Lohjanjärvi entwässert. 
Der Mustionjoki bildet wiederum den Abfluss des Lohjanjärvi zum Finnischen Meerbusen.
Der See gehört zum Flusssystem des Karisån.
Größte Insel im See ist Lohjansaari (1995 ha).
Weitere Inseln sind Jalassaari (360 ha), Pensaari (114 ha), Huhtasaari (76 ha) und Seppälänsaari (68 ha).